# Lindtneria thujatsugina
Lindtneria thujatsugina är en svampart som beskrevs av M.J. Larsen 1986. Lindtneria thujatsugina ingår i släktet Lindtneria och familjen Stephanosporaceae.   Inga underarter finns listade i Catalogue of Life.